# Porites myrmidonensis
Porites myrmidonensis är en korallart som beskrevs av Veron 1985. Porites myrmidonensis ingår i släktet Porites och familjen Poritidae. IUCN kategoriserar arten globalt som livskraftig. Inga underarter finns listade i Catalogue of Life.